# Ryan Crouser
Ryan Crouser (Portland (Oregon), 18 december 1992) is een Amerikaanse atleet, gespecialiseerd in het kogelstoten en het discuswerpen. Hij vertegenwoordigde zijn vaderland tweemaal  op de Olympische Spelen en veroverde bij beide gelegenheden de gouden medaille. Sinds 2021 heeft hij bij het kogelstoten tevens de beide wereldrecords (in- en outdoor) in handen.

## Carrière

### Werpersfamilie
Crouser stamt uit een familie van werpers. Zijn vader stond reserve voor het discuswerpen in het Amerikaanse team voor de Olympische Spelen van 1984, zijn oom Brian Crouser nam als speerwerper deel aan twee Olympische Spelen, zijn andere oom Dean Crouser was een goede kogelstoter en discuswerper en twee neven zijn allebei speerwerper. 

### Wereldkampioen U18
Na in 2009 zowel bij het kogelstoten als het discuswerpen eerst nationaal kampioen bij de junioren onder 18 jaar (U18) te zijn geworden, werd Crouser uitgezonden naar de wereldkampioenschappen voor deze juniorencategorie in Brixen. Hier veroverde hij de gouden medaille op het onderdeel kogelstoten en de zilveren op het onderdeel discuswerpen. Met zijn winnende 21,56 m bij het kogelstoten vestigde hij tevens een kampioenschapsrecord.
Het jaar 2010 viel volledig in het water door een lastige voetblessure, maar in 2011 kwam Crouser in prima vorm terug door het nationale indoorrecord voor High schools bij het kogelstoten te verbeteren met een stoot van 23,54. Later dat jaar, tijdens het outdoorseizoen, deed hij hetzelfde bij het discuswerpen met een worp van 72,40. Na in dat jaar zijn diploma te hebben behaald, besloot hij te gaan studeren aan de Universiteit van Texas in Austin.

### NCAA-successen
In 2012, het eerste jaar waarin hij deelnam aan de universitaire kampioenschappen in zijn land als lid van de Texas Longhorns, werd Crouser vijfde bij het kogelstoten tijdens de NCAA-indoorkampioenschappen. Later, bij de NCAA-baankampioenschappen, werd hij vierde bij het discuswerpen, maar werd zijn hele buitenseizoen negatief beïnvloed door het feit dat hij bij die eerdere indoorkampioenschappen zijn hand had geblesseerd.
Die winter kreeg hij vervolgens last van infecties en verloor hij flink wat lichaamsgewicht, reden waarom hij het indoorseizoen liet schieten. In de zomer van 2013 keerde hij terug in de wedstrijdring met een kogelstoot-PR van 21,09 bij de Big 12 Conference kampioenschappen, waarna hij bij de NCAA-kampioenschappen met 20,31 bij het kogelstoten zijn eerste NCAA-titel veroverde. In zijn tweede studiejaar worstelde Crouser overigens met de hoge werkdruk. Het leidde ertoe dat hij aan het eind van dat studiejaar van zijn studie bouwkunde overstapte naar de studie economie.      
Crouser startte het jaar 2014 goed met het veroveren van de NCAA-indoortitel bij het kogelstoten. Aan het begin van het buitenseizoen kwam hij bij de Big 12 Conference kampioenschappen tot 21,39 met de kogel en 63,90 met de discus en beide prestaties waren kampioenschapsrecords. Bij de NCAA-kampioenschappen haalde hij daarna met 21,21 zijn tweede kogelstoottitel op, maar raakte al doende geblesseerd aan zijn voet, waardoor hij de finale van het discuswerpen moest laten schieten.
Aan het begin van 2015 finishte Crouser op de NCAA-indoorkampioenschappen bij het kogelstoten als tweede. Later, tijdens het outdoorseizoen, verspeelde hij zijn kans op een derde NCAA-kampioenschapstitel, doordat een oude duimblessure opnieuw opspeelde. Hierdoor kwam hij ditmaal niet verder dan twee vijfde plaatsen bij het kogelstoten en het discuswerpen. 

### Olympisch kampioen
Op de 2016 US Olympic Trials, tevens Amerikaanse kampioenschappen, in Eugene (Oregon) kwalificeerde Crouser zich met een overwinning bij het kogelstoten voor de Olympische Spelen van 2016 in Rio de Janeiro. In Brazilië bereikte de Amerikaan het hoogtepunt van zijn carrière door op dit onderdeel olympisch kampioen te worden; met zijn winnende stoot van 22,52 m was hij tevens goed voor een olympisch record.
Op de WK in Londen bleef Crouser meer dan een meter verwijderd van zijn prestaties bij de Spelen in Rio en speelde hij met een beste stoot van 21,20 geen rol van betekenis waar het om de verdeling van de medailles ging. De Amerikaan kwam in de Britse hoofdstad niet verder dan de zesde plaats. In de lucratieve IAAF Diamond League-serie won hij bij het kogelstoten met driemaal goud en tweemaal zilver echter het eindklassement.
In aanloop van de Olympische Spelen worp Crouser in 2021 twee keer een wereldrecord. Op zijn eerste toernooi in Fayetteville, op 24 januari, stootte hij de kogel 22.82m ver. Hij verbrak daarmee het wereldrecord indoor van Randy Barnes uit 1989. Op 18 juni 2021 verbrak Crouser het wereldrecord outdoor van Randy Barnes, die sinds 1990 stond, dit gebeurde tijdens de Amerikaanse kwalificatiewedstrijd (US Olympic Trials) voor de Olympische Spelen van Tokio. Hij worp de kogel tot 23.37m.
Tijdens de Olympische Zomerspelen 2020 in Japan daarna verbrak hij zesmaal zijn eigen Olympische record. Het record werd door hem aangescherpt tot 23.30m. Hiermee werd hij voor de tweede maal in zijn carrière Olympisch kampioen.

## Titels
- Olympisch kampioen kogelstoten - 2016, 2020
- Wereldkampioen kogelstoten - 2022, 2023
- Amerikaans kampioen kogelstoten - 2016, 2017
- NCAA-kampioen kogelstoten - 2013, 2014
- NCAA-indoorkampioen kogelstoten - 2014, 2016
- Wereldkampioen U18 kogelstoten - 2009

## Persoonlijke records
Outdoor
| Onderdeel    | Afstand      | Datum       | Plaats      |
| ------------ | ------------ | ----------- | ----------- |
| kogelstoten  | 23,56 m (WR) | 27 mei 2023 | Los Angeles |
| discuswerpen | 63,90 m      | 18 mei 2014 | Lubbock     |

Indoor
| Onderdeel   | Afstand      | Datum           | Plaats       |
| ----------- | ------------ | --------------- | ------------ |
| kogelstoten | 22,82 m (WR) | 24 januari 2021 | Fayetteville |

## Palmares

### kogelstoten
Kampioenschappen
- 2009:  WK U18 - 21,56 m
- 2013:  NCAA-kamp. - 20,31 m
- 2014:  NCAA-indoorkamp. - 21,21 m
- 2014:  NCAA-kamp. - 21,12 m
- 2015:  NCAA-indoorkamp. - 20,93 m
- 2016:  Amerikaanse kamp. - 22,11 m
- 2016:  OS - 22,52 m (OR)
- 2017:  Amerikaanse kamp. - 22,65 m
- 2017: 6e WK - 21,20 m
- 2019:  WK - 21,90 m
- 2020:  OS - 23,30 m (OR)
- 2022:  WK - 22,94 m
- 2023:  WK - 23,51 m (CR)

Diamond League-podiumplekken
- 2016:  Meeting de Paris - 21,99 m
- 2016:  Weltklasse Zürich - 22,00 m
- 2017:  Prefontaine Classic - 22,43 m
- 2017:  Athletissima - 22,39 m
- 2017:  Meeting International Mohammed VI d'Athlétisme de Rabat - 22,47 m
- 2017:  Birmingham Diamond League - 21,55 m
- 2017:  Memorial Van Damme - 22,37 m
- 2017:   Diamond League - 31 p
- 2022:  Weltklasse Zürich - 22,74 m

### discuswerpen
Kampioenschappen
- 2009:  WK U18 - 61,64 m

1896: Bob Garrett ·
1900: Richard Sheldon ·
1904: Ralph Rose ·
1906: Martin Sheridan ·
1908: Ralph Rose ·
1912: Pat McDonald ·
1920: Ville Pörhölä ·
1924: Bud Houser ·
1928: John Kuck ·
1932: Leo Sexton ·
1936: Hans Woellke ·
1948: Wilbur Thompson ·
1952: Parry O'Brien ·
1956: Parry O'Brien ·
1960: Bill Nieder ·
1964: Dallas Long ·
1968: Randy Matson ·
1972: Władysław Komar ·
1976: Udo Beyer ·
1980: Vladimir Kiseljov ·
1984: Alessandro Andrei ·
1988: Ulf Timmermann ·
1992: Mike Stulce ·
1996: Randy Barnes ·
2000: Arsi Harju ·
2004: Adam Nelson ·
2008: Tomasz Majewski ·
2012: Tomasz Majewski ·
2016: Ryan Crouser ·
2020: Ryan Crouser ·
2024: Ryan Crouser
1983 Edward Sarul ·
1987 Werner Günthör ·
1991 Werner Günthör ·
1993 Werner Günthör ·
1995 John Godina ·
1997 John Godina ·
1999 Cottrell J. Hunter ·
2001 John Godina ·
2003 Andrej Michnevitsj ·
2005 Adam Nelson ·
2007 Reese Hoffa ·
2009 Christian Cantwell ·
2011 David Storl ·
2013 David Storl · 
2015 Joe Kovacs · 
2017 Tomas Walsh · 
2019 Joe Kovacs · 
2022 Ryan Crouser · 
2023 Ryan Crouser